# Petchia
Petchia là chi thực vật có hoa trong họ Apocynaceae.